# Nitrosation
La nitrosation est un processus (réaction organique) de conversion de composés organiques dits « précurseurs » en composés dits « nitroso- », c'est-à-dire dérivés de composés contenant la fonction chimique R-NO (ex : nitrosamines). 
En pédologie, la nitrosation, appelée aussi nitritation, est une étape de la nitrification correspondant à la transformation des composés ammoniacaux du sol en nitrites, sous l'action de bactéries nitrifiantes (Nitrosomonas, Nitrosococcus (es), Nitrosospira (pl)…).

## Nitrosation et santé
Le mode d'alimentation a une grande influence sur le risque d'être exposé aux composés nitroso- (N-nitroso compounds ou « NOC » pour les anglophones) et à leurs effets. La présence de précurseurs alimentaires permettant la nitrosation augmente le risque de cancer (cancer colorectal) par mutation de cellules de l'épithélium intestinal, ainsi que d'autres cancers (cancer de l'estomac, cancer de l'œsophage, cancers de la sphère nasopharyngée et cancer de la vessie.
Ce mécanisme serait impliqué dans les effets cancérigènes d'une consommation importante de viande (viande rouge, ou viande traitée par certains conservateurs dont par exemple le jambon ou le bacon), probablement en raison de ses effets mutagènes sur l'ADN . Les excréments d'un consommateur de viande rouge peuvent contenir autant de ces composés que ceux d'un gros fumeur, phénomène non observé chez les consommateurs de viande blanche. Cette production est de type dose-dépendante, c'est-à-dire qu'elle est d'autant plus importante que la part de viande rouge était importante dans l'alimentation carnée. Les effets de ces composés étant délétères pour l'ADN, ils laissent supposer un possible lien dose-dépendant entre consommation de viande rouge et certains cancers (colo-rectal notamment). Une expérience de 2002 a montré que des extraits d'excréments d'animaux de laboratoires contenant des composés Nitroso- endogènes (y compris issus de la digestion de hot-dogs garnis de viande de bœuf ou de viande de porc) se sont eux-mêmes montrés mutagènes, ce qui laisse envisager d'éventuels effet écotoxicologiques.

## Composés C-Nitroso
Les composés C-nitroso comme le nitrosobenzène, sont généralement préparés par oxydation de hydroxylamines:
RNHOH  + [O] →  RNO + H2O
Les alcènes réagissent avec le dioxyde d'azote, NO2 pour former des nitrates de nitroso-alcools appelés nitrosates, O=N-CRR'—CR"R΅—O-N(=O)2.

## Composés S-Nitroso
Les composés S-Nitroso (S-nitrosothiols) sont typiquement préparés par la condensation d'un thiol et d'acide nitreux :
RSH + HONO → RSNO + H2O

## Composés O-Nitroso
Les composés O-Nitroso sont similaires aux composés S-Nitroso mais sont moins réactifs puisque l'atome d'oxygène est nucléophile que celui de soufre. La formation d'un nitrite d'alkyle à partir d'un alcool avec de l'acide nitreux en est un exemple commun :
ROH + HONO → RONO + H2O

## N-nitrosamines
les N-nitrosamines incluent des molécules connues comme étant carcinogènes, résultant de la réaction de sources de nitrites  avec des composés contenant une amine.
Typiquement, cette réaction se produit via l'attaque d'un ion nitrosonium électrophile sur une amine :
NO2−  +  2 H+   →   NO+  +  H2O
R2NH  +  NO+   →   R2N-NO  +  H+

## Mécanisme de réaction
Formation d'une N-nitrosamine